# Matrixprotein
Als Matrixprotein (oft als M-Protein abgekürzt) bezeichnet man in der Virologie jene Proteine, die die Innenseite einer Virushülle auskleiden und oft zusätzlich mit dem innenliegenden Kapsid bzw. Ribonukleoprotein und den inneren Anteilen der Hüllproteine interagieren. Der Raum zwischen Kapsid und Virushülle wird auch als Matrixraum bezeichnet. Zusätzliche Proteinschichten, die sich vom Kapsid aus aufbauen und in diesem Matrixraum liegen, werden hingegen als Tegument bezeichnet.

## Eigenschaften
Matrixproteine sind teilweise in der Lipidschicht der Virushülle verankert (Membranproteine), besitzen jedoch meistens im Gegensatz zu den eigentlichen Hüllproteinen keine Proteindomänen, die nach außen ragen. Manche Matrixproteine sind periphere Membranproteine der Innenseite der Virushülle, z. B. das Matrixprotein 1. Als Transmembranproteine können sie Eigenschaften eines Ionenkanals besitzen wie beispielsweise das Matrixprotein 2 des Influenzavirus A.
Matrixproteine sind charakteristisch für RNA-Viren, beispielsweise der Familien Orthomyxoviridae, Paramyxoviridae und Coronaviridae. Auch bei Retroviren sind sie ein wichtiger Bestandteil der Partikelstruktur. Insbesondere während der Umhüllung des Kapsids vermitteln die Matrixproteine häufig die Bindung zwischen Kapsid und Hülle und ermöglichen so die sogenannte Knospung („budding“) der reifen Viruspartikel. Matrixproteine sorgen bei Viren mit asymmetrisch, helikal oder segmental aufgebauten Nukleoproteinen für eine stabile runde Form des Virions unabhängig von der Form des Kapsids oder der Nukleoproteine. So wird bei Viren mit mehreren helikalen Kapsiden (Ortho- und Paramyxoviren) eine Stabilität der Virushülle mittels Matrixproteine ermöglicht.